# Ara Pacis
Ara Pacis, Ołtarz Pokoju, Ara Pacis Augustae – marmurowy ołtarz (ara) wzniesiony przez cesarza Oktawiana Augusta na wschodnim krańcu Pola Marsowego po zachodniej stronie via Flaminia w Rzymie, na pamiątkę zakończenia długotrwałych wojen domowych i zaprowadzenia pokoju (Pax Romana). August ślubował wzniesienie ołtarza po powrocie do miasta z kampanii w Galii i Hiszpanii w dniu 4 lipca 13 roku p.n.e. Jego uroczystego poświęcenia dokonano 30 stycznia 9 roku p.n.e., w dniu urodzin cesarzowej Liwii. Obecnie zrekonstruowany w pobliżu swojej oryginalnej lokalizacji.
Budowla wzniesiona została na planie prostokąta o wymiarach 11,65×10,62 m. Składa się z usytuowanego na podniesieniu ołtarza i okalającego go ogrodzenia z przejściami we wschodnim i zachodnim boku. Do jej konstrukcji użyto bloków marmuru z Luna. Ołtarz składa się ze stołu ofiarnego i dwóch skrzydeł bocznych. Zdobił go fryz przedstawiający procesję sześciu westalek wraz z kapłanem i liktorami oraz pochód złożony z ofiarników i zwierząt ofiarnych. Ogrodzenie udekorowane jest od strony zewnętrznej i wewnętrznej umieszczonymi w dwóch poziomach płaskorzeźbami. Wewnątrz w dolnym pasie umieszczono ryzality, w górnym zwisające z bukranionów girlandy z kwiatów i owoców. Od strony zewnętrznej w dolnym poziomie wszystkich ścian umieszczono motyw wici akantu, z wkomponowanymi wizerunkami ptaków, motyli i małych zwierząt. Na ciągłych ścianach północnej i południowej umieszczono bogate sceny figuralne przedstawiające uroczystą procesję z dnia 4 lipca 13 p.n.e., w skład której wchodzą członkowie rodziny cesarskiej. Na płaskorzeźbie przy głównym, zachodnim wejściu ukazano po lewej stronie Romulusa i Remusa z wilczycą oraz Marsa i pasterza Faustulusa, po prawej zaś ofiarę Eneasza. Na ścianie przy wejściu wschodnim ukazano z prawej strony personifikację bogini Romy, z lewej zaś alegoryczną wizję Pax Romana: siedzącą na skale boginię Tellus obejmującą dwójkę dzieci, otoczoną przez symbole dostatku: owoce, kwiaty, kłosy zboża, wołu i owieczkę.
Fundamenty oryginalnego ołtarza znajdują się obecnie w podziemiach Palazzo Ottoboni Fiano Almagià. Podczas budowy pałacu w 1568 roku odkryto liczne fragmenty zdobiących niegdyś Ara Pacis dekoracji rzeźbiarskich, które następnie zostały rozproszone po licznych muzeach, trafiając m.in. do Florencji, Paryża i Wiednia. Przeprowadzone w latach 1903 i 1937–1938 kompleksowe prace archeologiczne pozwoliły odtworzyć dokładny plan ołtarza. W 1938 roku w ramach zleconej przez Mussoliniego przebudowy miasta w duchu faszystowskim dokonano rekonstrukcji Ołtarza Pokoju w pobliżu jego pierwotnej lokalizacji. Obiekt jest jednak przeorientowany w stosunku do swojego wcześniejszego położenia, obrócony o 90°.

## Galeria

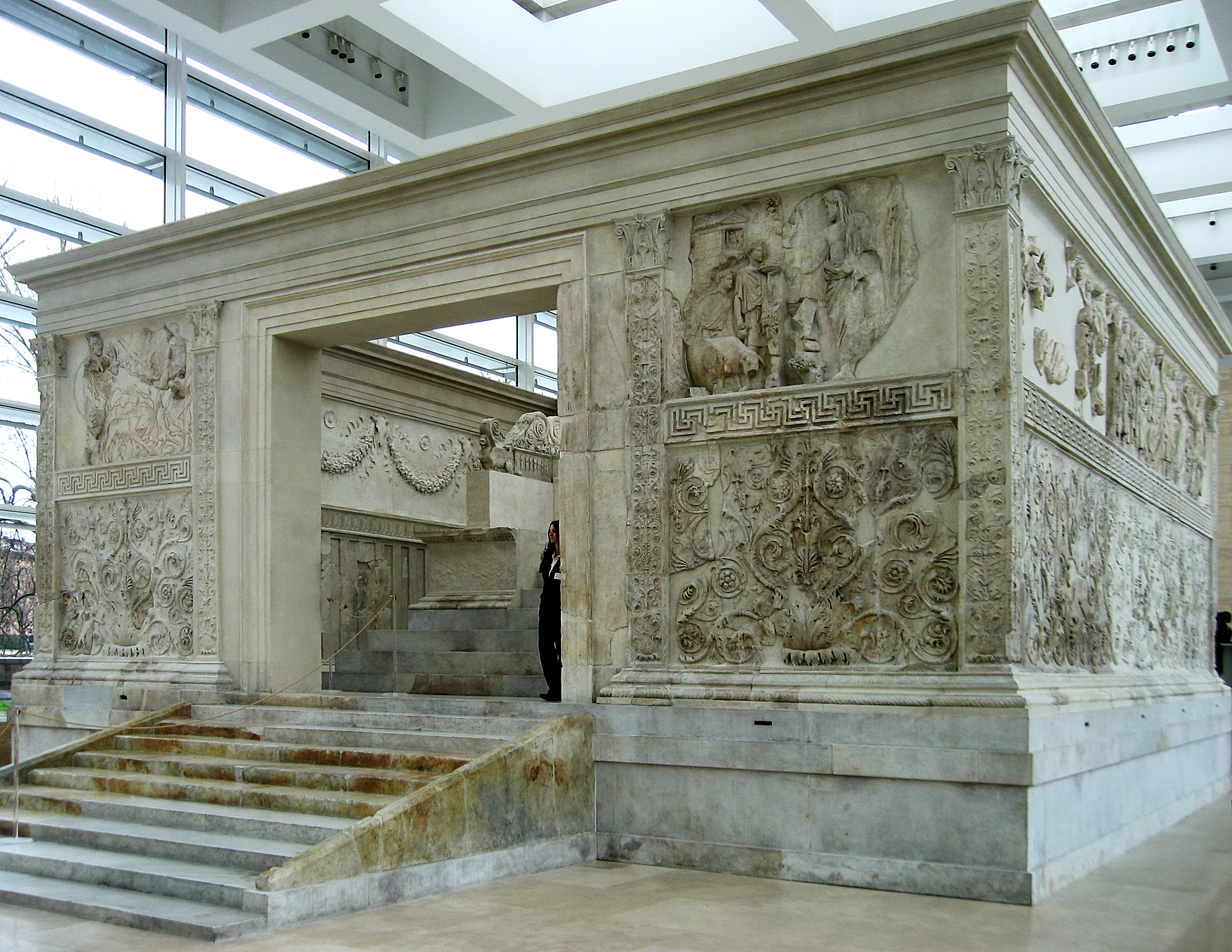
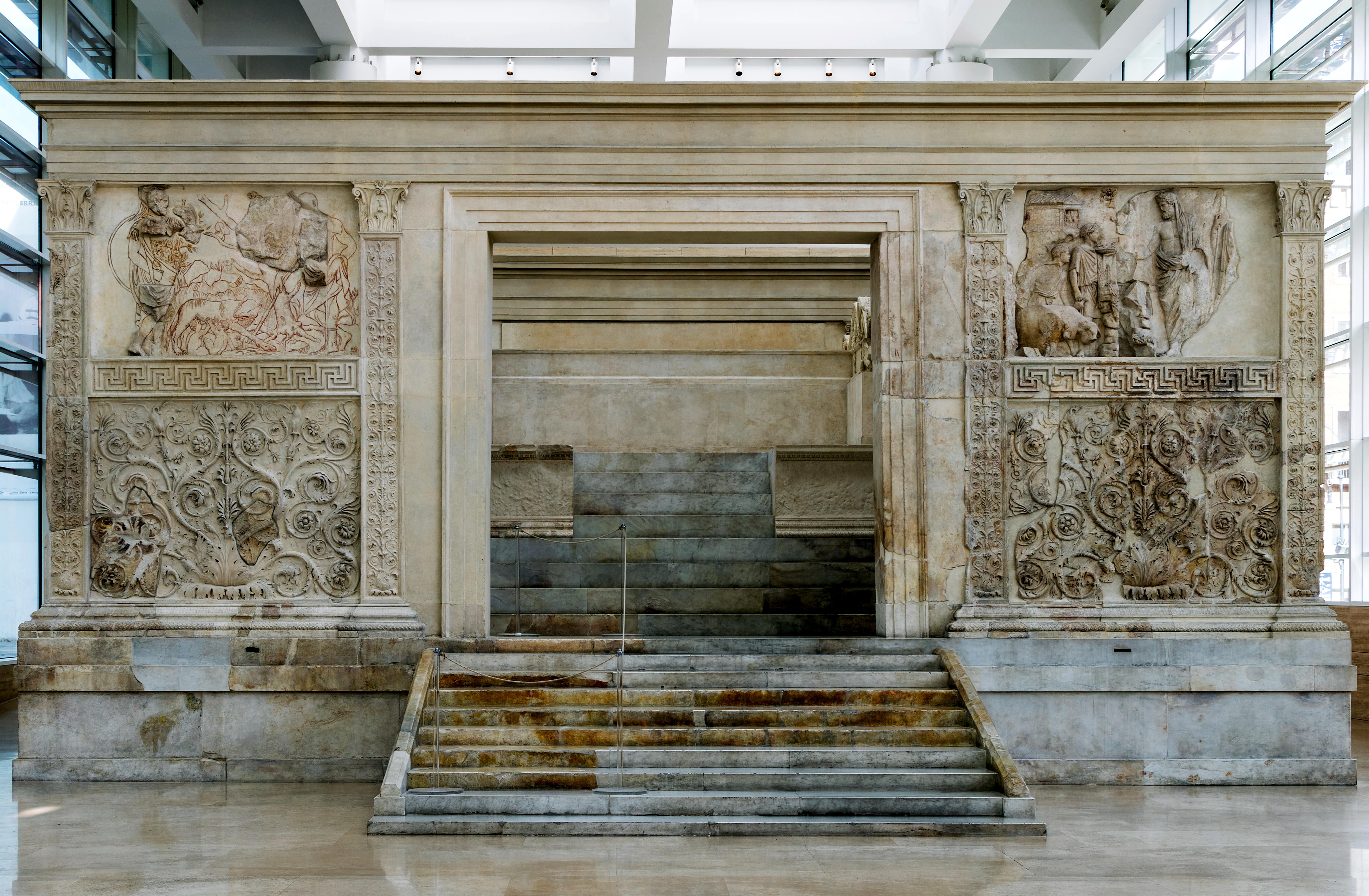
Widok frontalny
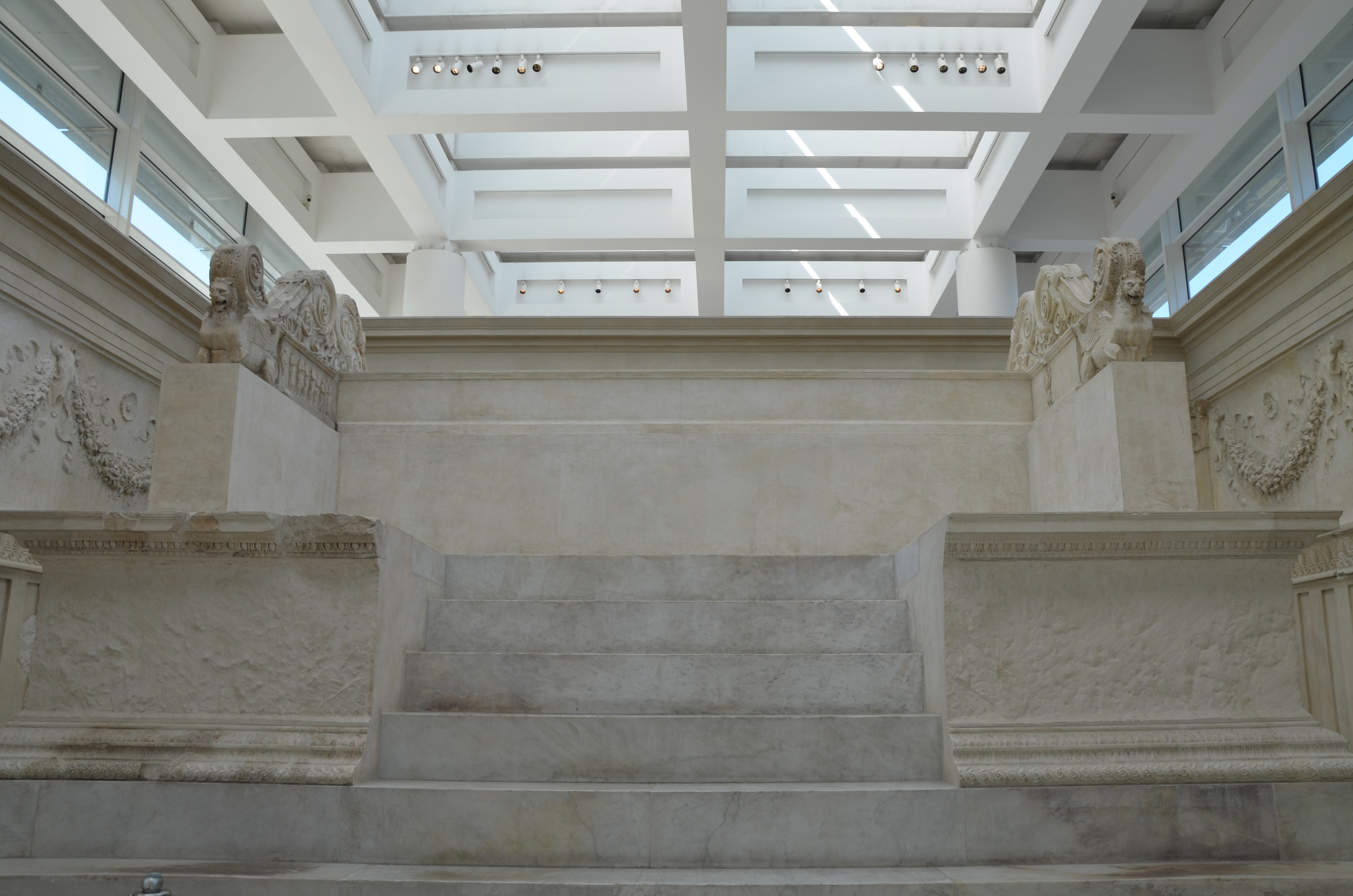
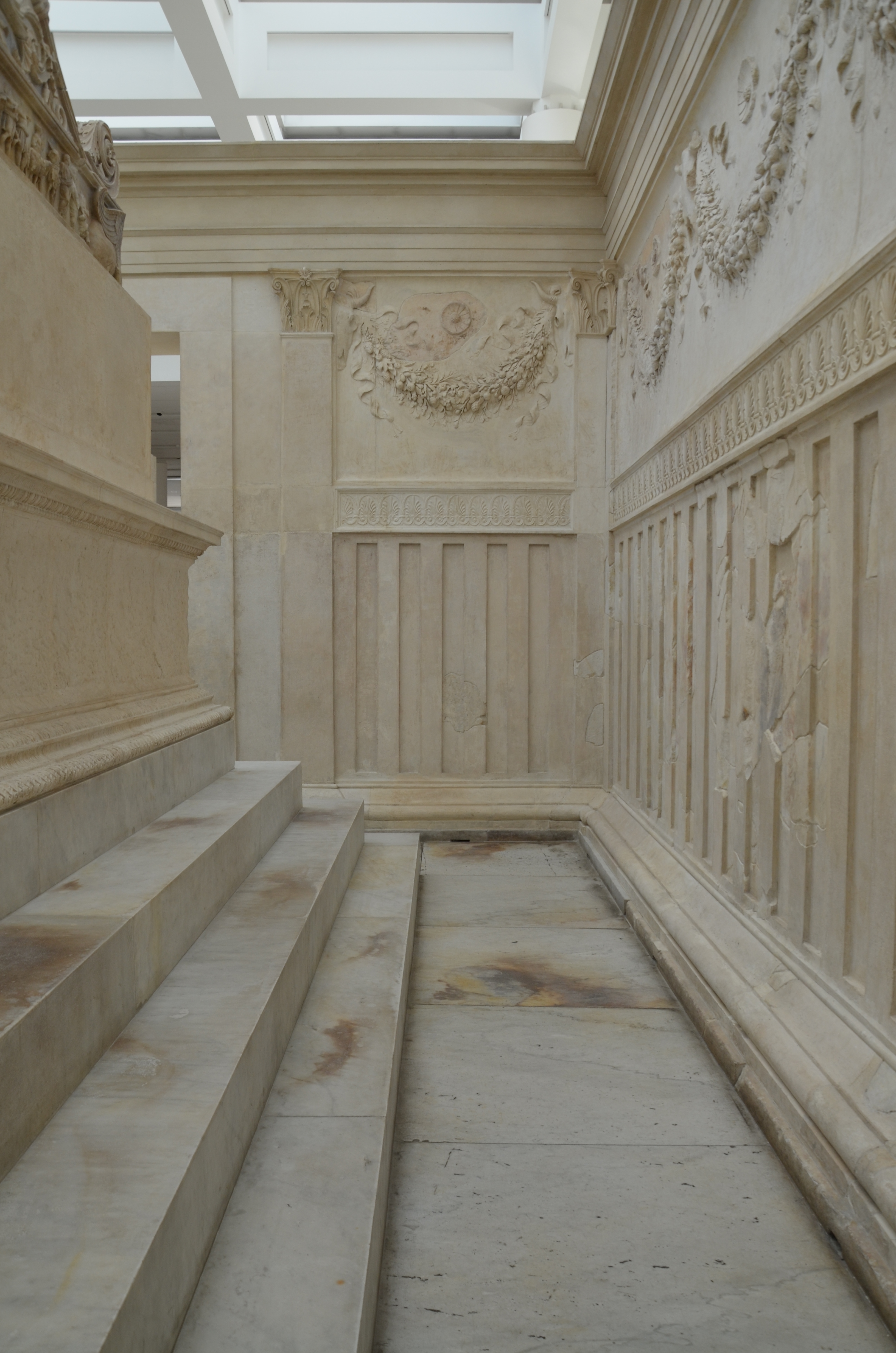
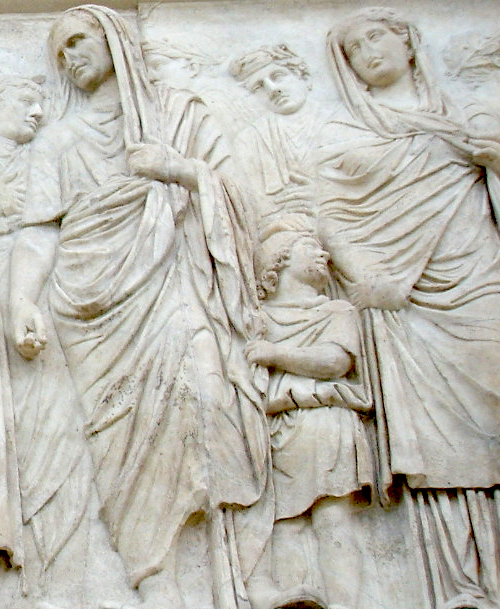
Detal, płaskorzeźba przedstawiająca Marka Agrypę
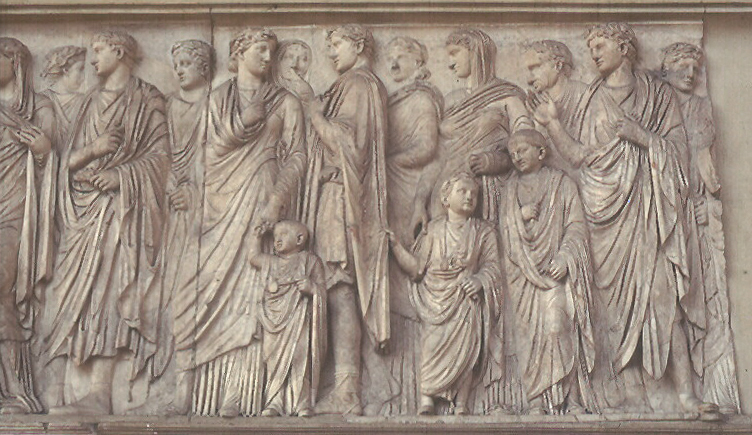
Detal, płaskorzeźba